# Heidefamilie
De heidefamilie (Ericaceae) is een familie van bedektzadige, veelal houtige, maar ook kruidachtige planten. De familie komt wereldwijd voor, maar zelden in tropisch laagland.

## Geslachten
De volgende geslachten worden in artikelen behandeld:
- Agarista, Andromeda, Arbutus, Arctostaphylos, Cassiope, Daboecia, Empetrum, Erica (geslacht Dophei), Moneses, Monotropa, Orthilia, Pyrola (geslacht Wintergroen), Rhododendron (geslacht Rododendron), Vaccinium (geslacht Bosbes). Zie ook het vroegere Oxycoccus (geslacht Veenbes)

En de volgende soorten:
- Lavendelhei (Andromeda polifolia)
- Aardbeiboom (Arbutus unedo)
- Berendruif (Arctostaphylos uva-ursi)
- Struikhei (Calluna vulgaris)
- Daboecia cantabrica
- Boomhei (Erica arborea)
- Rode dophei (Erica cinerea)
- Erica lusitanica
- Winterheide (Erica carnea)
- Kraaihei (Empetrum nigrum)
- Bezemdophei (Erica scoparia)
- Gewone dophei (Erica tetralix)
- Eenbloemig wintergroen (Moneses uniflora)
- Stofzaad (Monotropa hypopitys)
- Eenzijdig wintergroen (Orthilia secunda)
- Rotsheide (Pieris japonica)
- Klein wintergroen (Pyrola minor)
- Rond wintergroen (Pyrola rotundifolia)
- Rhododendron atlanticum
- Rhododendron canadense
- Rhododendron catawbiense
- Rhododendron dauricum
- Roestkleurig alpenroosje (Rhododendron ferrugineum)
- Harig alpenroosje (Rhododendron hirsutum)
- Rhododendron lapponicum
- Geelbloeiende tuinazalea (Rhododendron luteum)
- Pontische rododendron (Rhododendron ponticum)
- Rhododendron smirnowi
- Rhododendron vaseyi
- Trosbosbes (Vaccinium corymbosum)
- Cranberry (Vaccinium macrocarpon) of Grote veenbes
- Blauwe bosbes (Vaccinium myrtillus)
- Kleine veenbes (Vaccinium oxycoccus)
- Rijsbes (Vaccinium uliginosum)
- Rode bosbes (Vaccinium vitis-idaea)

## APG II
In het APG II-systeem (2003) is de heifamilie uitgebreid door het invoegen van de stofzaadfamilie (Monotropaceae), wintergroenfamilie (Pyrolaceae) en kraaiheifamilie (Empetraceae) die in het Cronquist-systeem (1981) nog als aparte families erkend werden.
De (aldus uitgebreide) familie telt in totaal bijna 4000 soorten in de volgende geslachten:
Acrostemon,
Acrotriche,
Agapetes,
Agarista,
Allotropa,
Andersonia,
Andromeda,
Aniserica,
Anomalanthus,
Anthopteropsis,
Anthopterus,
Arachnocalyx,
Arbutus,
Archeria,
Arctostaphylos,
Astroloma,
Bejaria,
Botryostege,
Brachyloma,
Bruckenthalia,
Bryanthus,
Calluna,
Calopteryx,
Cassiope,
Cavendishia,
Ceratiola,
Ceratostema,
Chamaedaphne,
Cheilotheca,
Chimaphila,
Choristemon,
Coccosperma,
Codonostigma,
Coleanthera,
Comarostaphylis,
Conostephium,
Corema,
Cosmelia,
Costera,
Craibiodendron,
Cyathodes,
Cyathopsis,
Daboecia,
Decatoca,
Demosthenesia,
Didonica,
Dimorphanthera,
Diogenesia,
Diplycosia,
Disterigma,
Dracophyllum,
Elliottia,
Empetrum,
Enkianthus,
Epacris,
Epigaea,
Eremia,
Eremiella,
Erica,
Gaultheria,
Gaylussacia,
Gonocalyx,
Grisebachia,
Harrimanella,
Hemitomes,
Hexastemon,
Kalmia,
Kalmiopsis,
Lateropora,
Lebetanthus,
Ledothamnus,
Lepterica,
Leucopogon,
Leucothoe,
Lissanthe,
Lyonia,
Lysinema,
Macleania,
Malea,
Melichrus,
Menziesia,
Mischopleura,
Moneses,
Monotoca,
Monotropa,
Monotropastrum,
Monotropsis,
Mycerinus,
Nagelocarpus,
Needhamiella,
Notopora,
Oligarrhena,
Oreanthes,
Ornithostaphylos,
Orthaea,
Orthilia,
Oxydendrum,
Paphia,
Pellegrinia,
Pentachondra,
Phyllodoce,
Pieris,
Pityopus,
Platycalyx,
Pleuricospora,
Plutarchia,
Polyclita,
Prionotes,
Psammisia,
Pseudogonocalyx,
Pterospora,
Pyrola,
Rododendron,
Rhodothamnus,
Richea,
Rupicola,
Rusbya,
Sarcodes,
Satyria,
Scyphogyne,
Semiramisia,
Siphonandra,
Sphenotoma,
Sphyrospermum,
Sprengelia,
Styphelia,
Symphysia,
Sympieza,
Syndesmanthus,
Tepuia,
Thamnus,
Themistoclesia,
Therorhodion,
Thibaudia,
Thoracosperma,
Trochocarpa,
Utleya,
Vaccinium,
Woollsia,
Zenobia